# Edita Vilkevičiūtė
Edita Vilkevičiūtė (Kaunas, 1º gennaio 1989) è una modella lituana.

## Carriera
Dopo essere stata scoperta, Edita Vilkevičiūtė firma un contratto con l'agenzia Women Management di Milano, ed in seguito con la VIVA di Parigi nel 2006. Il suo debutto sulle passerelle avviene con Just Cavalli in occasione delle sfilate primavera/estate 2007. In seguito la modella sfilerà con Paul Smith, Preen, e Marios Schwab a Londra. Dopo essere stata assente durante le settimane della moda di Milano e New York, torna a sfilare in occasione della settimana della moda parigina del 2008, sfilando per Balenciaga, Chanel, Dries van Noten, Miu Miu e Louis Vuitton.
Negli ultimi periodi del 2008 partecipa al Victoria's Secret Fashion Show 2008. Durante la stagione primavera/estate 2009 la modella sfila in oltre 35 show di importanti case di moda come Chanel, Stella McCartney, Givenchy, Zac Posen e Dolce & Gabbana, per poi prendere nuovamente parte allo show di Victoria Secret nel 2009. Inoltre Edita Vilkevičiūtė ha anche recitato al fianco di Sébastien Jondeau in un cortometraggio muto, diretto da Karl Lagerfeld ed ispirato alla vita di Coco Chanel.
La Vilkeviciute è inoltre comparsa su numerose riviste in tutto il mondo, fra cui si possono citare Vogue in Germania e Francia, Allure e i-D. Nel 2009, è apparsa in un servizio fotografico pubblicato su Interview al fianco dell'attore Zac Efron. La Vilkeviciute è inoltre stata testimonial per le campagne pubblicitarie internazionali di Karl Lagerfeld, GAP in Giappone, Dior Beauty, Emporio Armani, Etro e Louis Vuitton.

## Agenzie
- Women Management - Milano
- Viva Models - Parigi
- ECM - European Centre Models
- Traffic Models - Barcelona
- Viva Models - Paris
- Why Not Model Agency
- DNA Model Management